# Mussaendopsis celebica
Mussaendopsis celebica är en måreväxtart som beskrevs av Cornelis Eliza Bertus Bremekamp. Mussaendopsis celebica ingår i släktet Mussaendopsis och familjen måreväxter. Inga underarter finns listade i Catalogue of Life.